# 欧州家電機器委員会
欧州家電機器委員会（European Committee of Domestic Equipment Manufacturers、CECED）はヨーロッパの家電機器メーカーと各国の関連団体からなる業界団体。欧州家電工業会とも呼ばれる。
1958年、西ヨーロッパにおける各国の業界団体の上位組織として設立された。欧州連合の成立に伴い、1997年、ブリュッセルにオフィスを構えるようになった。各メーカーの直接参加も同年から開始された。1999年、組織の合理化を行い、現在の体系となった。

## CHAIN
CHAIN（CECED Home Appliances Interoperating Network）は、CECED が定めた家電機器間の相互接続プロトコルである。リモコン操作、消費電力管理、遠隔診断、自動保守、（インターネット接続を前提とする）データやプログラムのダウンロードと更新といった自動化や制御について標準化している。